# Christian Nerlinger
Christian Nerlinger (21 de marzo de 1973, Dortmund) es un exfutbolista alemán y actual director deportivo del FC Bayern de Múnich.

## Carrera

### TSV Forstenried
Nerlinger jugó para el TSV Forstenried desde 1981 hasta 1985 cuando firmó para el Bayern de Múnich.

### Bayern Múnich
Después de jugar 7 años para el segundo equipo, Nerlinger finalmente jugó como profesional en 1992. Apareció solo en dos ocasiones esa temporada porque la competencia contra Jorginho, Lothar Matthäus, Scholl y Ziege le dejó sólo pocas posibilidades con los profesionales. Sin embargo, Nerlinger probó su talento y se convirtió en un jugador importante la siguiente temporada. Su debut en la Bundesliga fue el 7 de agosto de 1993 cuando el Bayern ganó 3-1 contra el SC Friburgo.

## Internacional
Fue convocado en 6 ocasiones para la selección de fútbol de Alemania.

## Clubes
| Club              | País     | Año       |
| ----------------- | -------- | --------- |
| Bayern de Múnich  | Alemania | 1992-1998 |
| Borussia Dortmund | Alemania | 1998-2001 |
| Rangers FC        | Escocia  | 2001-2004 |
| FC Kaiserslautern | Alemania | 2004-2006 |

## Palmarés
FC Bayern de Múnich
- Bundesliga: 1993-94, 1996-97
- Copa de Alemania: 1998
- Copa de la Liga de Alemania: 1997
- Copa de la UEFA: 1996

Rangers FC
- Premier League de Escocia: 2002-03
- Copa de Escocia: 2002, 2003

- Datos: Q650214
- Multimedia: Christian Nerlinger / Q650214